# Павленко, Оксана Трофимовна
Оксана Трофимовна Павленко (1896, Валява — 1991) — советская художница, график.

## Биография
Родилась в 1896 году в селе Валява (ныне Городищенского района Черкасской области). Окончила Академию искусств. Ученица М. Бойчука. Постоянно проживала в Москве.
Единственная нерепрессированная из плеяды «бойчукистов». Оставила воспоминания «Скажите — жизнь моя — и сдержите слезы».
Умерла в 1991 году.

## Творчество
Создавала женские портреты и росписи, а также украинскую икону. Среди работ:
- «Комсомолка»;
- «Собрание делегаток».

В Черкасском художественном музее хранится около сотни её работ.